# K'naan
K'naan, född 1978 som Keinan Warsame (somaliska: Kaynaan Warsame, arabiska: كنعان وارسام), är en somalisk poet, singer/songwriter och rappare, numera bosatt i Kanada.

## Karriär
År 2005 släppte K'naan sitt debutalbum The Dusty Foot Philosopher. Albumet var bland annat en hyllning till sin bästa vän Mohamoud som dog ung. I mars 2006 agerade han förband till Damien Marley på restaurang Trägår'n i Göteborg. Efter konserten blev han och hans manager misshandlade av vakterna, och sedan själva gripna av poliserna. K'naan skrev senare låten "Kicked Pushed" om upplevelsen.
År 2009 släppte K'naan singeln "Wavin' Flag", men det var inte förrän under det följande året den började toppa singellistorna i flera länder. Under 2010 var den signaturmelodi för Coca-Cola vid Fotbolls-VM i Sydafrika och den släpptes även i en ny version efter ett samarbete mellan K'naan, will.i.am och David Guetta.

## Diskografi

### Album
- 2005: The Dusty Foot Philosopher
- 2007: The Dusty Foot on the Road
- 2009: Troubadour
- 2012: Country, God Or The Girl

### Singlar
- 2005: "Soobax"
- 2005: "Strugglin"
- 2009: "Wavin' Flag"
- 2010: "Wavin' Flag" (featuring will.i.am och David Guetta)
- 2010: "Wavin' Flag (Coca Cola Celebration Mix)"
- 2010: "Wavin' Flag (Coca Cola Spanish Celebration Mix)" (med David Bisbal)
- 2012: "Is Anybody Out There?" (featuring Nelly Furtado)
- 2012: "Nothing To Loose?" (featuring Nas)